# 結城正美
結城 正美（ゆうき まさみ、女性、1969年 - ）は、日本のアメリカ文学研究者、環境文学研究者（エコクリティック）。
石川県生まれ。1992年金沢大学教育学部小学校教員養成課程卒、1994年同大学院教育学研究科英語教育修士課程修了、1998年広島大学大学院社会科学研究科国際社会論博士課程満期退学。1996年〜1998年ネバダ大学リノ校英文学研究科文学・環境専攻博士後期課程（フルブライト大学院留学プログラム）、2000年修了、Towards a Literary Theory of Acoustic Ecology : Soundscapes in Contemporary Environmental Literature でPh.D.。1998年豊橋技術科学大学助手、2000年講師、2003年金沢大学外国語教育研究センター助教授、2007年准教授、2012年教授。2016年4月より、同大学人間社会研究域歴史言語文化学系教授。2020年4月より、青山学院大学文学部英米文学科教授。

## 著書
- 『文学は地球を想像する　エコクリティシズムの挑戦』岩波新書 2023.
- 『他火のほうへ 食と文学のインターフェイス』水声社(エコクリティシズムコレクション) 2012. [English translation: Yuki Masami, Foodscapes of Contemporary Japanese Women Writers: An Ecocritical Journey around the Hearth of Modernity. Trans. Michael Berman. Palgrave Macmillan, 2015.]
- 『水の音の記憶 エコクリティシズムの試み』水声社 2010

### 共編
- Ecocriticism in Japan. Edited by Hisaaki Wake, Keijiro Suga, and Yuki Masami. Lexington Books, 2018.
- Ishimure Michiko's Writing in Ecocritical Perspective: Between Sea and Sky. Edited by Bruce Allen and Yuki Masami. Lexington Books, 2016.
- 『文学から環境を考える　エコクリティシズムガイドブック』小谷一明, 巴山岳人, 結城正美, 豊里真弓, 喜納育江編著, 勉誠出版　2014.
- 『越境するトポス 環境文学論序説』野田研一, 結城正美編著, 彩流社 2004
- Literature and Art after "Fukushima": Four Approaches. Edited by Lisette Gebhardt and Yuki Masami.  EBVerlag, 2014.
- 『「場所」の詩学 環境文学とは何か』生田省悟,村上清敏, 結城正美編, 藤原書店 2008.

### 翻訳
- デイヴィッド・エイブラム『感応の呪文　〈人間以上の世界〉における知覚と言語』水声社 2017.
- テリー・テンペスト・ウィリアムス『デザート・クァルテット　風景のエロティシズム』木下卓, 結城正美訳 松柏社 1996.

## 参考
- [ISBN　978-4-89176-790-7]
- Ｊ-GLOBAL